# Estalactita

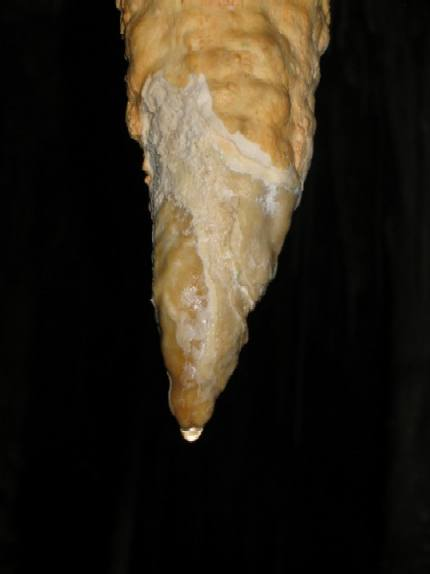
Estalactita

Una estalactita (del grec "Σταλακτίτης", stalaktos, gota) és una concreció amb forma de caramell de carbonat de calci, un tipus d'espeleotemes, que penja del sostre o de la paret d'una cova calcària. També es coneix com a caramell, degotís o degotall.
Es forma al llarg de milers d'anys per precipitació dels minerals continguts en les aigües subterrànies que es filtren, molt a poc a poc, a través del sostre de la cova. L'aigua en circulació per terra, sobre la caverna, adquireix hidrogencarbonat de calci al passar per la roca calcària. Quan l'aigua es filtra gota a gota fins al sostre de la cova, tendeix a adherir-se a aquesta i a formar gotetes. Quan aquestes perden part de l'aigua i del diòxid de carboni, el carbonat de calci precipita i forma els dipòsits semblants a caramells. En escórrer-se més aigua pel sostre, la precipitació de carbonat de calci continua i els dipòsits creixen en longitud i amplada constituint estalactites. Sovint són enormes i adopten formes curioses.
El carbonat de calci pur és blanc, però les estalactites acostumen a tenir diferents colors a causa de les impureses que conté el mineral. Part de l'aigua filtrada cau en el terra i s'acumulen masses de carbonat de calci semblants a estalactites invertides. Aquests dipòsits, que creixen cap amunt des del terra de les coves, s'anomenen estalagmites.
Les estalactites i les estalagmites es troben sovint en parella i poden ajuntar-se formant columnes que poden créixer fins a aconseguir fins a 1,5 metres de diàmetre. Poden formar-se en sostres i terres de formigó, tot i que es formen més ràpidament en l'ambient natural d'una cova.
A les coves de Nerja (Màlaga, Espanya) i a la Gruta Rei do Mato (Sete Lagoas, Minas Gerais (Brasil)) es troben algunes de les estalactites més llargues conegudes.
Hi ha unes estalactites especials, anomenades excèntriques, que creixen en qualsevol direcció.